# بازگردانی طبیعت وحشی

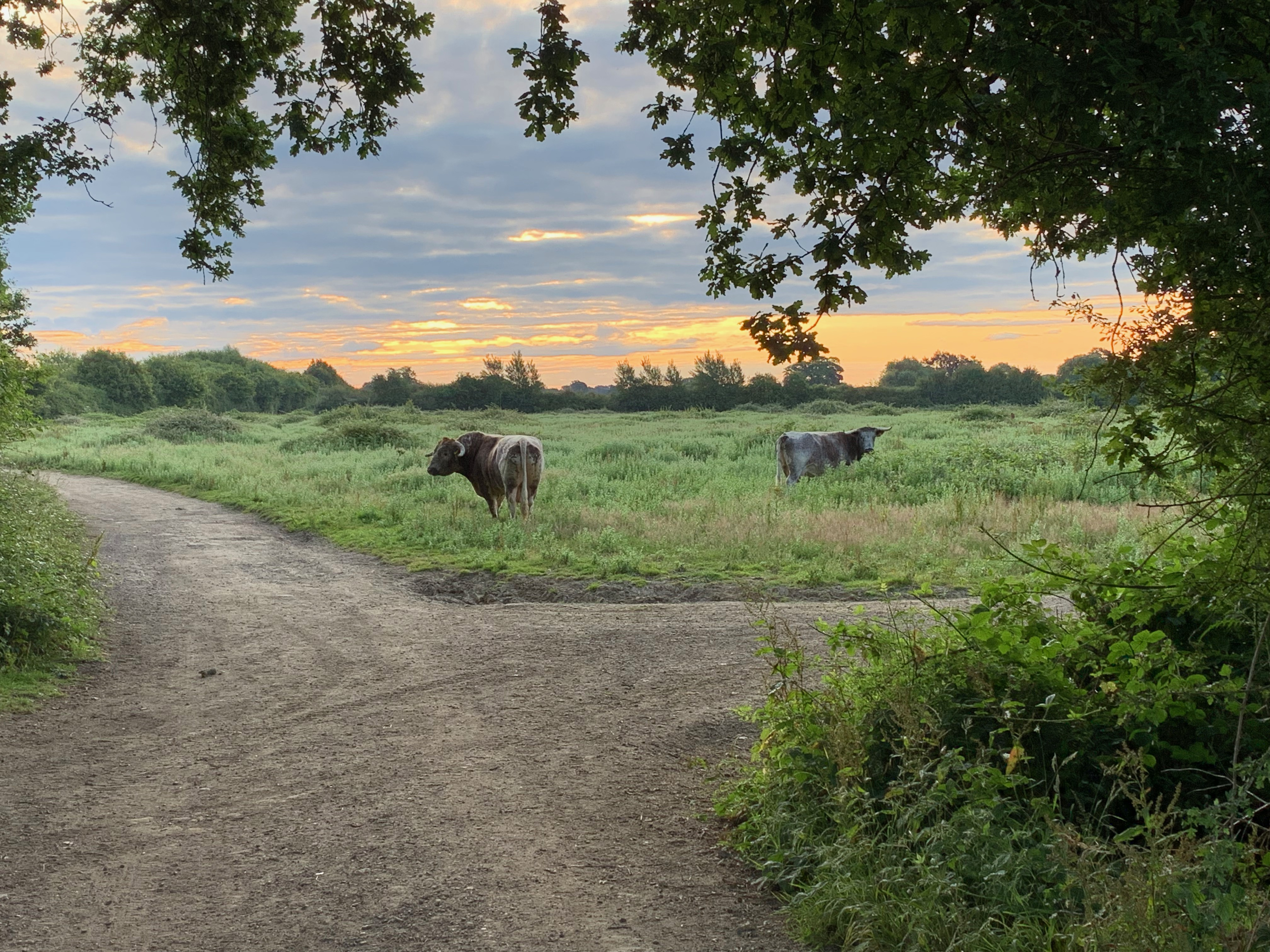
گاو شاخ‌دراز در Knepp Wildland 2019

بازگردانی طبیعت وحشی یا بازگرداندن طبیعت وحشی (به انگلیسی: Rewilding) به تلاش‌های حفاظتی با هدف بازسازی و حفاظت از فرآیندهای طبیعی و مناطق وحشی گفته می‌شود. بازگردانی طبیعت وحشی، شکلی از بازسازی بوم‌شناختی با تأکید بر بازآفرینی «وضعیت غیرقابل کشت طبیعی» یک منطقه است. برای دستیابی به این امر ممکن است نیاز به مداخله فعال انسانی باشد. این رویکردها می‌تواند شامل حذف سازه‌های انسانی مانند سدها یا پل‌ها، اتصال مناطق بیابانی و حفاظت یا معرفی مجدد شکارگران و گونه‌های کلیدی باشد.

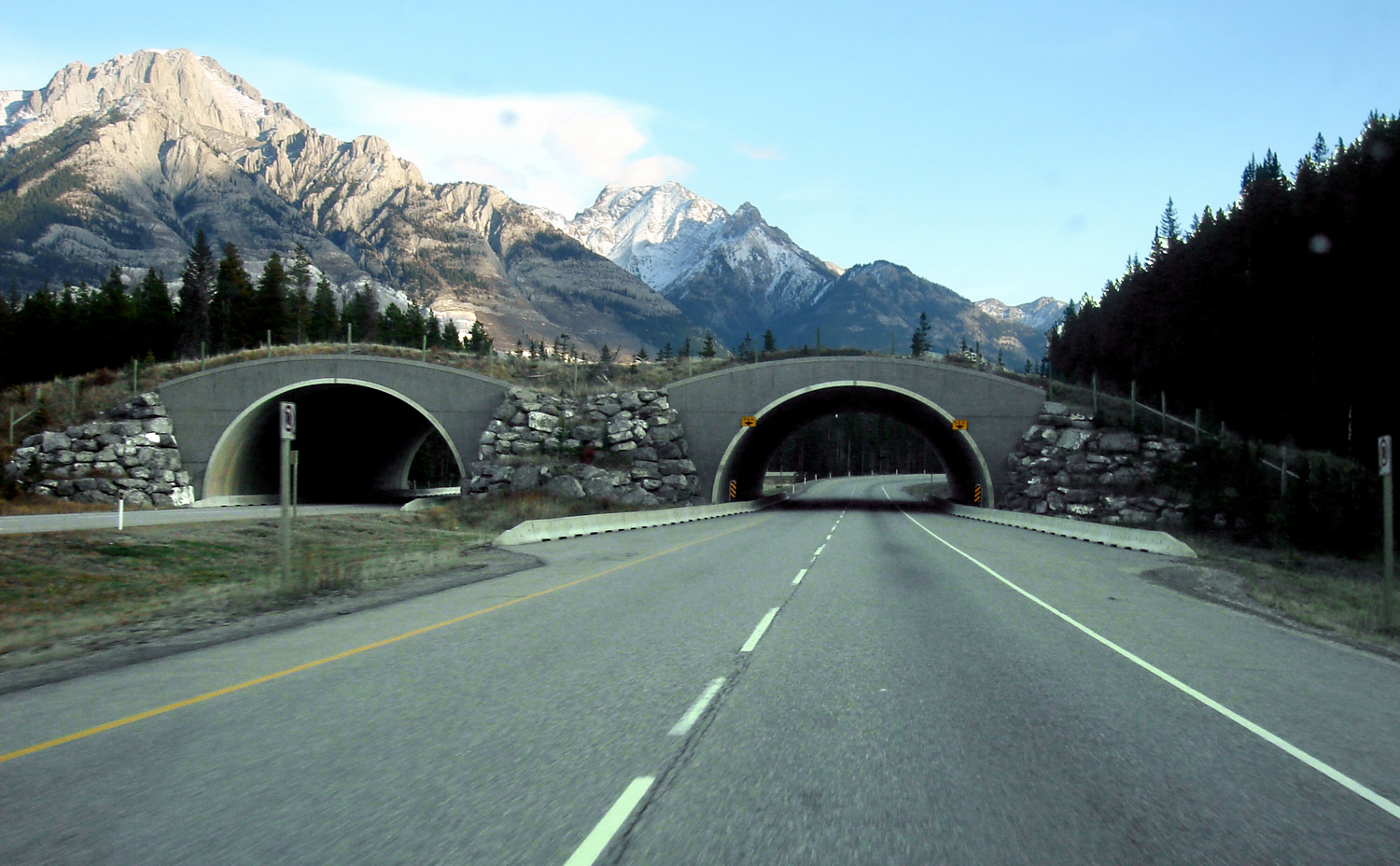
ساختار گذرگاه حیات وحش در بزرگراه ترانس کانادا در پارک ملی بنف، کانادا. روگذرها و زیرگذرهای دوستدار حیات وحش به بازیابی ارتباط در چشم‌انداز برای گرگ‌ها، خرس‌ها، گوزن‌ها و دیگر گونه‌ها کمک کرده‌اند.

## عناصر بازگردانی طبیعت وحشی

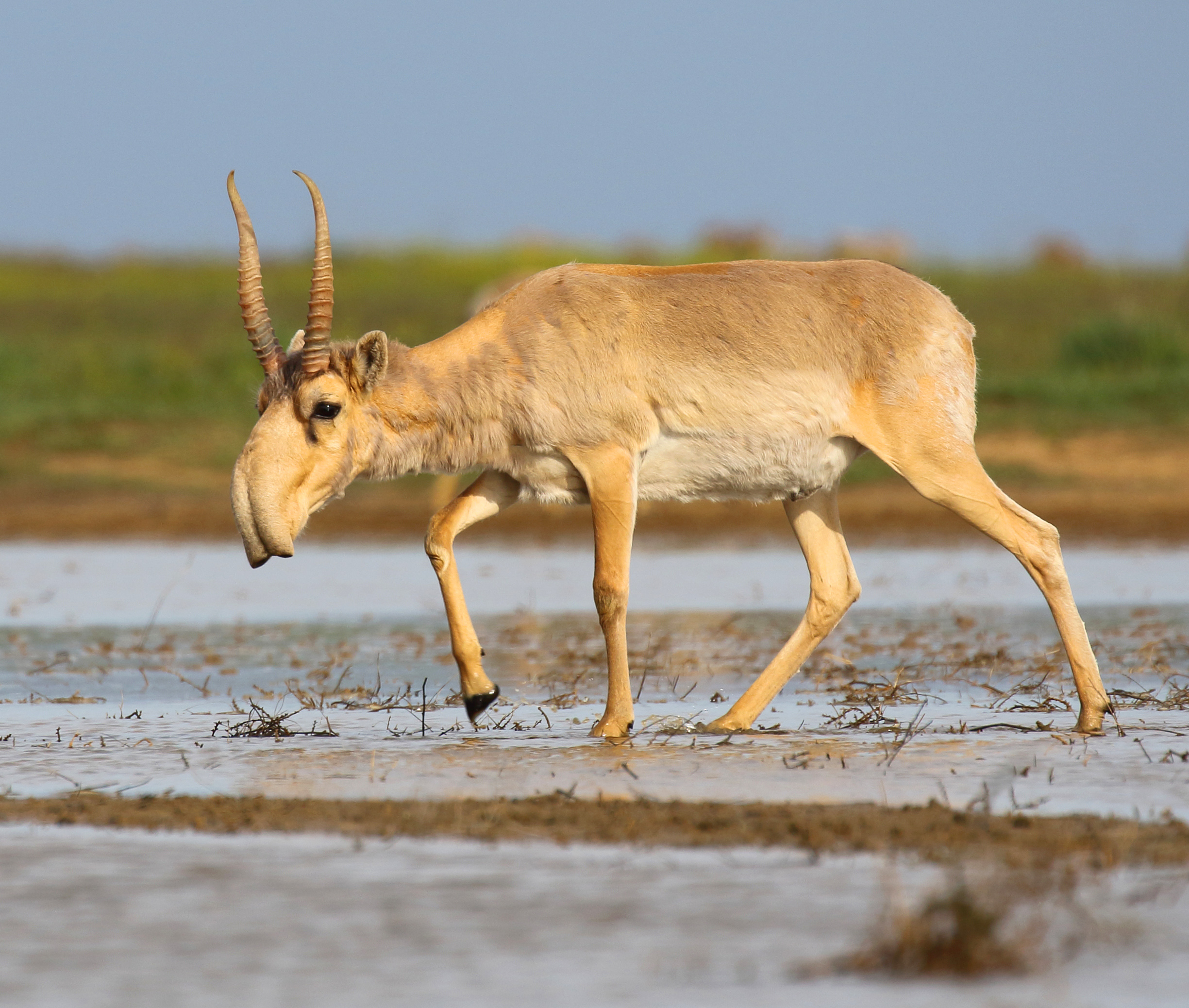
کل سکایی یکی از جانورانی است که پیشنهاد می‌شود در پارک پلیستوسن معرفی شود، پیشنهادی سترگ از بازگردانیدن پلیستوسن در سیبری. کل سکایی که زمانی دارای محدوده طبیعی از آلاسکا تا فرانسه بود، اکنون در اروپا و آمریکای شمالی منقرض شده‌است و همچنین گونه‌ای به شدت در بحران انقراض است.

- گونه‌های کلیدی
- مهندسان بوم‌سازگان
- شکارگران